# 세종동
세종동은 세종특별자치시에 속한 법정동으로, 세종호수공원과 세종예술고등학교가 이 곳에 위치한다. 마을명은 모룽지마을이다. 행정중심복합도시 S-1 생활권에 해당한다.

## 지명 유래
- 세종대왕을 본떠서 세종리라 부른다.
- 이 지역 고유어 전래명칭 ‘고무래봉, 큰골안, 골말마을, 물막이, 쑥밭논, 앵청이나루, 오얏고개, 방아마루들, 진여울마을, 모롱지산’ 중에서 조음의 효율성을 고려하여 ‘모롱지’을 활용함.
- 모롱지[산]: 송담리에 있는 산으로, ‘산모퉁이를 휘어 돌린 곳’이라는 의미.

## 자연 환경
- 전월산을 중심으로 동쪽에 미호강이 흐르며, 서쪽에 금강이 흐른다. 제실산과 오산, 영적산, 정월산, 모룽지산이 위치한다.

## 시설
- 국토지리관리원 우주측지관측센터

## 교육
- 세종예술고등학교

## 문화
- 세종호수공원
- 국립세종수목원
- 세종역사민속박물관
- 한나래공원
- 강산공원
- 세종지구공원
- 합강공원오토캠핑장
- 봄내공원
- 조성습지공원
- 한글공원

## 같이 보기
- 세종특별자치시
- 연기면
- 리